# Török Annamária
Török Annamária (Császártöltés, 1954. szeptember 8. –) Kazinczy-díjas magyar rádióbemondó, műsorvezető, előadóművész, tanár.

## Életpályája
Pályája elején nyilatkozta:

„Óriási dolog az, hogy az ember azt csinálhatja, ami a szenvedélye is. De szeretni szépen beszélni és megszólalni az élő mikrofonba – az két különböző dolog. Minden alkalom feszültséggel terhes, amikor megszólal az ember. Én Egressy Istvánnak, a mesteremnek köszönhetem, hogy sikerült bátorságot merítenem a mikrofon előtti megszólaláshoz. Akkor érzem magam kiegyensúlyozottnak, ha a feladat megoldásakor – akár egy híranyag felolvasásakor – a lehető legtöbbet ki tudtam hozni magamból.”

Sikertelen színművészeti főiskolai felvételi után került a Magyar Rádióhoz bemondógyakornoknak. Többek között Wacha Imre, Fischer Sándor tanítványa volt és Egressy István volt az egyik mentora. 1976-tól bemondó. Azon kevés rádióbemondók közé tartozik, akit a Magyar Rádió átalakulása után az MTVA is foglalkoztatott. Itt a Média Akadémián beszédtanárként is tevékenykedik, tagja az Anyanyelvápolók Szövetségének. 1988-ban Kazinczy-díjat kapott, 1998-ban az év bemondója lett Korbuly Péterrel együtt. Diákként háromszor nyert Kazinczy-versenyeken érmet, később a zsűri munkájában vett részt. Előadóművészként, versmondóként is többször fellépett.

## Rádiós munkáiból
- Reggeli Krónika; Jó reggelt! (Kossuth Rádió)
- Vasárnapi újság (Kossuth Rádió)
- Éjfél után (Petőfi Rádió)
- Muzskáló reggel (Bartók Rádió)
- Írók, költők az éteren át (Bartók Rádió)

## Előadóművészi munkáiból
- Új Auróra-est (közreműködő)[4]
- Előadóművész fesztivál [5]
- Angyalviaskodás – Kondor Béla emlékest (közreműködő)[6]
- Színészként szerepelt a Hülyeség nem akadály (1986) és  A halálügyész (2020) című filmekben, az utóbbiban rádióbemondót alakítva[7]